# Daniel Perea y Rojas

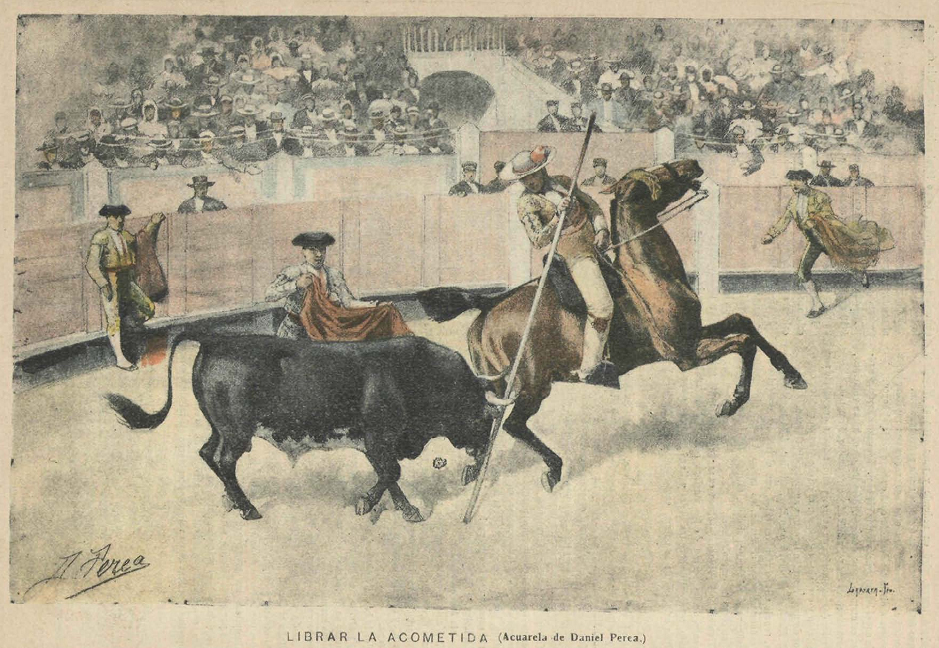
Librar la acometida, en la revista La Lidia, 1894.

Daniel Perea y Rojas (1834 - Madrid, 1909) va ser un pintor i dibuixant espanyol, germà del també artista Alfredo Perea y Rojas. Va tenir també una germana, Julia Perea, casada amb el pintor Martín Rico Ortega.
Era sordmut de naixement. Va conrear, entre d'altres, el gènere de la pintura taurina —durant molts anys «va donar vida» al periòdic La Lidia amb les seves il·lustracions, per les quals va destacar, de fet va arribar a ser qualificat en premsa de l'època com «el millor dibuixant d'escenes taurines que tenim»— i la caricatura. Col·laborà també en publicacions com El Museo Universal o Gil Blas. Va ser professor del col·legi de sordmuts de Madrid.
Mariano de Cavia va arribar a referir-se a ell com «el Chéret madrileny, el castís, original i fecund Daniel Perea», en referència a la seva prolífica labor com a cartellista. Mort a l'abril de 1909, va ser enterrat en la Sacramental de San Lorenzo.